# Oost-Afrikaanse molrat
De Oost-Afrikaanse molrat (Tachyoryctes splendens)  is een zoogdier uit de familie van de Spalacidae. De wetenschappelijke naam van de soort werd voor het eerst geldig gepubliceerd door Rüppell in 1835.

## Voorkomen
De soort komt voor in Burundi, Congo-Kinshasa, Ethiopië, Kenia, Rwanda, Somalië, Tanzania en Oeganda.